# 2644 Victor Jara
2644 Victor Jara è un asteroide della fascia principale. Scoperto nel 1973, presenta un'orbita caratterizzata da un semiasse maggiore pari a 2,1701781 UA e da un'eccentricità di 0,1651200, inclinata di 2,68327° rispetto all'eclittica.